# バイコヌール宇宙基地200番射点
バイコヌール宇宙基地200番射点は、バイコヌール宇宙基地のロケット発射施設。主にプロトンロケットの打ち上げを行っている。

## 概要
バイコヌール宇宙基地200番射点は、200/39発射台と200/40発射台の2箇所に分かれている。200/39発射台は近年のインターナショナル・ローンチ・サービスによる商用打ち上げなどを含むプロトン-Mの打ち上げに使われている。200/40発射台は1991年までプロトン-Kの打ち上げに利用されていたが、現在は利用されていない。アンガラロケット用の発射施設として再構築される予定であったが、再構築計画は250番射点に移され将来的な200/40発射台の利用は無くなったとされる。
ベネラ14号、15号、ベガ1号、フォボス1号、マルス96が200/39発射台から、ベネラ13号、16号、ベガ2号、フォボス2号が200/40発射台からなど多くの探査機がこの射点から打ち上げられている。また、ミール・コアモジュールやクバント1、クリスタルは200/39発射台から打ち上げられており、サリュート7号、グラナートなどが200/40発射台から打ち上げられている。